# Microlophus albemarlensis
Microlophus albemarlensis is een hagedis uit de familie kielstaartleguaanachtigen (Tropiduridae). Deze soort komt alleen voor op de Galapagoseilanden.

## Naam en indeling
De wetenschappelijke naam van de soort werd voor het eerst voorgesteld door Georg Baur in 1890. Oorspronkelijk werd de wetenschappelijke naam Tropidurus albemarlensis gebruikt.

## Uiterlijke kenmerken
Een volwassen Microlophus albemarlensis heeft een kopromplengte van 5 tot 10 centimeter met een ongeveer even lange staart. De mannelijke hagedissen zijn over het algemeen groter en zwaarder dan de vrouwtjes.

## Levenswijze
Microlophus albemarlensis is overdag actief. De hagedis voedt zich hoofdzakelijk met insecten, spinnen en andere geleedpotigen. Ook plantaardig voedsel wordt wel gegeten.

## Verspreiding en habitat
Microlophus albemarlensis komt voor in delen van noordelijk Zuid-Amerika in Ecuador en leeft endemisch in het westelijke deel van de Galapagoseilanden. Deze hagedis komt voor op de grote eilanden Isabela, Santa Cruz, Fernandina, Santiago en Santa Fe, evenals op de kleine eilanden Seymour Norte, Baltra, Plaza Sur, Daphne Major en Rábida. Hiermee is Microlophus albemarlensis de wijdverspreidste kielstaartleguaan op de Galapagoseilanden. Verwante soorten komen slechts op één of enkele eilanden voor. Microlophus albemarlensis leeft langs zanderige kusten, in zanderige en rotsachtige gebieden in het binnenland en in gebieden met struiken en lage bomen.

## Beschermingsstatus
Door de internationale natuurbeschermingsorganisatie IUCN is de beschermingsstatus 'veilig' toegewezen (Least Concern of LC).